# Neurospora toroi
Neurospora toroi är en svampart som beskrevs av F.L. Tai 1935. Neurospora toroi ingår i släktet Neurospora och familjen Sordariaceae.   Inga underarter finns listade i Catalogue of Life.